# Wiktoria Pikulik
Wiktoria Pikulik (Skarżysko-Kamienna, 15 juni 1998) is een Pools wielrenster die op de baan en de weg actief is. Haar oudere zus Daria is eveneens op beide onderdelen actief.

## Carrière
Pikulik behaalde op de Europese kampioenschappen baanwielrennen bij de beloften meerdere successen. Zo won ze samen met Weronika Humelt, Justyna Kaczkowska en Nikol Plosaj zilver op het onderdeel ploegenachtervolging. In 2019 en 2020 won ze nog meerdere medailles op de EK's bij de beloften. Bij de elite wist ze geen medailles te behalen op de Europese en Wereldkampioenschappen baanwielrennen. In 2021 nam ze deel aan de Olympische Spelen in Tokio. Op het onderdeel koppelkoers eindigde ze met haar Daria zesde. Bij de volgende Spelen die plaatsvonden in Parijs werd ze zevende op hetzelfde onderdeel, wederom met haar zus Daria.
Op de weg werd Pikulik in 2022 kampioen bij de wegwedstrijd op het Poolse kampioenschap, voor Dorota Przezak en haar zus Daria. Sinds 2024 rijdt Pikulik, als ploeggenoot van haar zus, bij het Amerikaanse Human Powered Health.

## Palmares

### Op de baan
| Jaar     | PK                                           | EK                                          | WK       | Overige                           |          |
| Beloften | Beloften                                     | Beloften                                    | Beloften | Beloften                          | Beloften |
| -------- | -------------------------------------------- | ------------------------------------------- | -------- | --------------------------------- | -------- |
| 2017     |                                              | ploegenachtervolging                        |          |                                   |          |
| 2018     |                                              |                                             |          |                                   |          |
| 2019     |                                              | koppelkoers · puntenkoers                   |          |                                   |          |
| 2020     |                                              | omnium · koppelkoers · ploegenachtervolging |          |                                   |          |
| Elite    |                                              |                                             |          |                                   |          |
| 2018     | scratch · koppelkoers · puntenkoers          |                                             |          |                                   |          |
| 2019     |                                              |                                             |          |                                   |          |
| 2020     | puntenkoers                                  |                                             |          |                                   |          |
| 2021     |                                              |                                             |          | Olympische Spelen: 6e koppelkoers |          |
| 2022     | puntenkoers · scratch · koppelkoers · omnium |                                             |          |                                   |          |
| 2023     | puntenkoers · omnium · omnium · scratch      |                                             |          |                                   |          |
| 2024     |                                              |                                             |          | Olympische Spelen: 7e koppelkoers |          |

### Op de weg
2016
 Pools kampioen tijdrijden, junioren
2022
 Pools kampioen op de weg, elite

## Ploegen
- 2022 –  ATOM Deweloper Posciellux.pl Wrocław
- 2023 –  MAT Atom Deweloper Wrocław
- 2024 –  Human Powered Health
- 2025 –  Human Powered Health

Birjoekova · Borghesi (vanaf 2/7) · Christie · Cordon-Ragot · Doebel-Hickok · Edwards · Grossetête · Kasper · Malcotti · D. Pikulik · W. Pikulik · Raaijmakers · Ragusa · Williams · Wood · Zanardi · Zanetti
Blanco · Borghesi · Cipressi · Coles-Lyster · Edwards · Grossetête · de Jong · Kasper · Malcotti · Mitterwallner · D. Pikulik · W. Pikulik · Raaijmakers · Ragusa · Schweinberger · Williams · Zanardi